# Lisa Raymond
Lisa Raymond (Norristown, Pennsylvania, 10 augustus 1973) is een rechtshandige voormalig tennisspeelster uit de Verenigde Staten van Amerika.
In het dubbelspel heeft zij alle vier grandslamtoernooien gewonnen (een zogeheten career slam):
- 2000 Australian Open met Rennae Stubbs
- 2001 Wimbledon en US Open met Rennae Stubbs
- 2005 US Open met Samantha Stosur
- 2006 Roland Garros met Samantha Stosur
- 2011 US Open met Liezel Huber

Daarnaast won zij in het gemengd dubbelspel titels op Roland Garros in 2003, Wimbledon in 1999 en in 2012 en de US Open in 1996 en in 2002, maar niet op de Australian Open.
Op 12 juni 2000 bereikte Raymond de eerste plaats op de wereldranglijst in het dubbelspel. Haar hoogste positie in het enkelspel behaalde zij in oktober 1997; zij stond toen op de vijftiende positie.

## Carrière
In haar enkelspelcarrière wist zij de kwartfinales te bereiken op de grandslamtoernooien van de Australian Open in 2004 en Wimbledon in 2000. Raymond won vier WTA-toernooien in het enkelspel, in de periode 1996–2003. Na februari 2007 heeft zij aan enkelspeltoernooien niet meer deelgenomen.
Raymond legde zich vooral toe op het dubbelspel en won daarin 79 toernooien. In 1999 wist zij vijf dubbelspeltitels te winnen, alle met Rennae Stubbs, en in 2000 vier titels met dezelfde partner. Het jaar 2001 sprong er positief uit door negen dubbelspeltitels, waarvan zeven met Rennae Stubbs (waaronder Wimbledon en de US Open) plus twee met Lindsay Davenport. In 2002 evenaarde zij het aantal van negen dubbelspeltitels, waarvan acht met Rennae Stubbs en één met Lindsay Davenport. In 2005 stond Raymond in acht finales waarvan zij er zeven wist te winnen; één met Rennae Stubbs en zes met Samantha Stosur (waaronder de US Open en de WTA Tour Championships). Met Stosur won zij ook in 2006 twee grote toernooien: Roland Garros en de WTA Tour Championships plus nog acht 'gewone toernooien'; in totaal dus in 2006 tien dubbelspeltitels met Samantha Stosur.
Naast het vrouwendubbelspel beoefende Raymond ook op bijna ieder grandslamtoernooi het gemengd dubbelspel. Met haar landgenoot Mike Bryan veroverde zij drie titels: op de US Open 2002, op Roland Garros 2003 en op Wimbledon 2012. Eerder won zij de US Open 1996 met landgenoot Patrick Galbraith en Wimbledon 1999 met Leander Paes uit India.
Begin 2006 speelde Lisa Raymond samen met haar landgenoot Taylor Dent in de Hopman Cup 2006. Hierin bereikten zij de finale waarin zij het Nederlandse duo Michaëlla Krajicek / Peter Wessels troffen. In een spannende strijd wisten Raymond en Dent in de derde en beslissende set van de derde en beslissende wedstrijd uiteindelijk de match-tiebreak met 10-7 te winnen.

## Palmares
| Legenda                | Legenda                  |
| ---------------------- | ------------------------ |
| Grandslamtoernooi      |                          |
| Olympische Spelen      |                          |
| Year-End Championships |                          |
| tot 2009               | 2009 – 2020 / vanaf 2021 |
| Tier I                 | Premier Mandatory        |
| Tier II                | Premier Five / WTA 1000  |
| Tier III               | Premier / WTA 500        |
| Tier IV & V            | International / WTA 250  |
|                        | Challenger / WTA 125     |

### WTA-finaleplaatsen enkelspel
| nr.              | finale     | toernooi        | ondergrond    | tegenstandster      | score         |         |
| ---------------- | ---------- | --------------- | ------------- | ------------------- | ------------- | ------- |
| gewonnen finales |            |                 |               |                     |               |         |
| 1.               | 1996-10-27 | WTA Québec      | tapijt (i)    | Els Callens         | 6-4, 6-4      | details |
| 2.               | 2000-06-18 | WTA Birmingham  | gras          | Tamarine Tanasugarn | 6-2, 6-7, 6-4 | details |
| 3.               | 2002-02-23 | WTA Memphis     | hardcourt (i) | Alexandra Stevenson | 4-6, 6-3, 7-6 | details |
| 4.               | 2003-02-22 | WTA Memphis     | hardcourt (i) | Amanda Coetzer      | 6-3, 6-2      | details |
| verloren finales |            |                 |               |                     |               |         |
| 1.               | 1994-05-22 | WTA Luzern      | gravel        | Lindsay Davenport   | 6-7, 4-6      | details |
| 2.               | 1995-02-12 | WTA Chicago     | tapijt (i)    | Magdalena Maleeva   | 5-7, 6-7      | details |
| 3.               | 1995-08-06 | WTA San Diego   | hardcourt     | Conchita Martínez   | 2-6, 0-6      | details |
| 4.               | 1997-02-23 | WTA Oklahoma    | hardcourt (i) | Lindsay Davenport   | 4-6, 2-6      | details |
| 5.               | 1997-10-12 | WTA Filderstadt | hardcourt (i) | Martina Hingis      | 4-6, 2-6      | details |
| 6.               | 2001-10-28 | WTA Luxemburg   | hardcourt (i) | Kim Clijsters       | 2-6, 2-6      | details |
| 7.               | 2002-09-16 | WTA Hawaï       | hardcourt     | Cara Black          | 6-7, 4-6      | details |
| 8.               | 2004-02-21 | WTA Memphis     | hardcourt (i) | Vera Zvonarjova     | 6-4, 4-6, 5-7 | details |

### WTA-finaleplaatsen vrouwendubbelspel
| nr.              | finale     | toernooi              | ondergrond    | partner             | tegenstandsters                                    | score             |         |
| ---------------- | ---------- | --------------------- | ------------- | ------------------- | -------------------------------------------------- | ----------------- | ------- |
| gewonnen finales |            |                       |               |                     |                                                    |                   |         |
| 01.              | 1993-09-26 | WTA Tokio             | hardcourt     | Chanda Rubin        | Amanda Coetzer Linda Wild                          | 6-4, 6-1          | details |
| 02.              | 1994-02-27 | WTA Indian Wells      | hardcourt     | Lindsay Davenport   | Manon Bollegraf Helena Suková                      | 6-2, 6-4          | details |
| 03.              | 1995-03-05 | WTA Indian Wells      | hardcourt     | Lindsay Davenport   | Arantxa Sánchez Larisa Neiland                     | 2-6, 6-4, 6-3     | details |
| 04.              | 1996-11-03 | WTA Chicago           | tapijt (i)    | Rennae Stubbs       | Angela Lettiere Nana Miyagi                        | 6-1, 6-1          | details |
| 05.              | 1996-11-17 | WTA Philadelphia      | tapijt (i)    | Rennae Stubbs       | Nicole Arendt Lori McNeil                          | 6-4, 3-6, 6-3     | details |
| 06.              | 1997-10-26 | WTA Québec            | tapijt (i)    | Rennae Stubbs       | Alexandra Fusai Nathalie Tauziat                   | 6-4, 5-7, 7-5     | details |
| 07.              | 1997-11-16 | WTA Philadelphia      | tapijt (i)    | Rennae Stubbs       | Lindsay Davenport Jana Novotná                     | 6-3, 7-5          | details |
| 08.              | 1998-02-22 | WTA Hannover          | tapijt (i)    | Rennae Stubbs       | Jelena Lichovtseva Caroline Vis                    | 6-1, 6-7, 6-3     | details |
| 09.              | 1998-08-16 | WTA Boston            | hardcourt     | Rennae Stubbs       | Mariaan de Swardt Mary Joe Fernandez               | 6-4, 6-4          | details |
| 10.              | 1999-02-28 | WTA Oklahoma          | hardcourt (i) | Rennae Stubbs       | Amanda Coetzer Jessica Steck                       | 6-3, 6-4          | details |
| 11.              | 1999-08-28 | WTA New Haven         | hardcourt     | Rennae Stubbs       | Jelena Lichovtseva Jana Novotná                    | 7-6, 6-2          | details |
| 12.              | 1999-10-17 | WTA Zürich            | hardcourt (i) | Rennae Stubbs       | Nathalie Tauziat Natallja Zverava                  | 6-2, 6-2          | details |
| 13.              | 1999-10-24 | WTA Moskou            | tapijt (i)    | Rennae Stubbs       | Julie Halard-Decugis Anke Huber                    | 6-1, 6-0          | details |
| 14.              | 1999-11-14 | WTA Philadelphia      | tapijt (i)    | Rennae Stubbs       | Chanda Rubin Sandrine Testud                       | 6-1, 7-6          | details |
| 15.              | 2000-01-30 | Australian Open       | hardcourt     | Rennae Stubbs       | Martina Hingis Mary Pierce                         | 6-4, 5-7, 6-4     | details |
| 16.              | 2000-05-21 | WTA Rome              | gravel        | Rennae Stubbs       | Arantxa Sánchez Magüi Serna                        | 6-3, 4-6, 6-2     | details |
| 17.              | 2000-05-27 | WTA Madrid            | gravel        | Rennae Stubbs       | Gala León García María Sánchez Lorenzo             | 6-1, 6-3          | details |
| 18.              | 2000-08-06 | WTA San Diego         | hardcourt     | Rennae Stubbs       | Lindsay Davenport Anna Koernikova                  | 4-6, 6-3, 7-6     | details |
| 19.              | 2001-02-04 | WTA Tokio             | tapijt (i)    | Rennae Stubbs       | Anna Koernikova Iroda Tulyaganova                  | 7-6, 4-6, 7-6     | details |
| 20.              | 2001-03-04 | WTA Scottsdale        | hardcourt     | Rennae Stubbs       | Kim Clijsters Meghann Shaughnessy                  | walk-over         | details |
| 21.              | 2001-04-22 | WTA Charleston        | gravel        | Rennae Stubbs       | Virginia Ruano Pascual Paola Suárez                | 5-7, 7-6, 6-3     | details |
| 22.              | 2001-06-23 | WTA Eastbourne        | gras          | Rennae Stubbs       | Cara Black Jelena Lichovtseva                      | 6-2, 6-2          | details |
| 23.              | 2001-07-08 | Wimbledon             | gras          | Rennae Stubbs       | Kim Clijsters Ai Sugiyama                          | 6-4, 6-3          | details |
| 24.              | 2001-09-09 | US Open               | hardcourt     | Rennae Stubbs       | Kimberly Po-Messerli Nathalie Tauziat              | 6-2, 5-7, 7-5     | details |
| 25.              | 2001-10-14 | WTA Filderstadt       | hardcourt (i) | Lindsay Davenport   | Justine Henin Meghann Shaughnessy                  | 6-4, 6-7, 7-5     | details |
| 26.              | 2001-10-21 | WTA Zürich            | hardcourt (i) | Lindsay Davenport   | Sandrine Testud Roberta Vinci                      | 6-3, 2-6, 6-2     | details |
| 27.              | 2001-11-04 | WTA Championships     | hardcourt (i) | Rennae Stubbs       | Cara Black Jelena Lichovtseva                      | 7-5, 3-6, 6-3     | details |
| 28.              | 2002-01-12 | WTA Sydney            | hardcourt     | Rennae Stubbs       | Martina Hingis Anna Koernikova                     | walk-over         | details |
| 29.              | 2002-02-03 | WTA Tokio             | tapijt (i)    | Rennae Stubbs       | Els Callens Roberta Vinci                          | 6-1, 6-1          | details |
| 30.              | 2002-03-03 | WTA Scottsdale        | hardcourt     | Rennae Stubbs       | Cara Black Jelena Lichovtseva                      | 6-3, 5-7, 7-6     | details |
| 31.              | 2002-03-16 | WTA Indian Wells      | hardcourt     | Rennae Stubbs       | Jelena Dementjeva Janette Husárová                 | 7-5, 6-0          | details |
| 32.              | 2002-03-31 | WTA Miami             | hardcourt     | Rennae Stubbs       | Virginia Ruano Pascual Paola Suárez                | 7-6, 6-7, 6-3     | details |
| 33.              | 2002-04-21 | WTA Charleston        | gravel        | Rennae Stubbs       | Alexandra Fusai Caroline Vis                       | 6-4, 3-6, 7-6     | details |
| 34.              | 2002-06-22 | WTA Eastbourne        | gras          | Rennae Stubbs       | Cara Black Jelena Lichovtseva                      | 6-7, 7-6, 6-2     | details |
| 35.              | 2002-07-28 | WTA Stanford          | hardcourt     | Rennae Stubbs       | Janette Husárová Conchita Martínez                 | 6-1, 6-1          | details |
| 36.              | 2002-10-13 | WTA Filderstadt       | hardcourt (i) | Lindsay Davenport   | Meghann Shaughnessy Paola Suárez                   | 6-2, 6-4          | details |
| 37.              | 2003-03-15 | WTA Indian Wells      | hardcourt     | Lindsay Davenport   | Kim Clijsters Ai Sugiyama                          | 3-6, 6-4, 6-1     | details |
| 38.              | 2003-04-20 | WTA Amelia Island     | gravel        | Lindsay Davenport   | Virginia Ruano Pascual Paola Suárez                | 7-5, 6-2          | details |
| 39.              | 2003-06-21 | WTA Eastbourne        | gras          | Lindsay Davenport   | Jennifer Capriati Magüi Serna                      | 6-3, 6-2          | details |
| 40.              | 2003-07-27 | WTA Stanford          | hardcourt     | Cara Black          | Cho Yoon-jeong Francesca Schiavone                 | 7-55, 6-1         | details |
| 41.              | 2003-10-12 | WTA Filderstadt       | hardcourt (i) | Rennae Stubbs       | Cara Black Martina Navrátilová                     | 6-2, 6-4          | details |
| 42.              | 2003-11-02 | WTA Philadelphia      | hardcourt (i) | Martina Navrátilová | Cara Black Rennae Stubbs                           | 6-3, 6-4          | details |
| 43.              | 2004-05-22 | WTA Wenen             | gravel        | Martina Navrátilová | Cara Black Rennae Stubbs                           | 6-2, 7-5          | details |
| 44.              | 2004-11-07 | WTA Philadelphia      | hardcourt (i) | Alicia Molik        | Liezel Huber Corina Morariu                        | 7-5, 6-4          | details |
| 45.              | 2005-06-18 | WTA Eastbourne        | gras          | Rennae Stubbs       | Jelena Lichovtseva Vera Zvonarjova                 | 6-3, 7-5          | details |
| 46.              | 2005-08-27 | WTA New Haven         | hardcourt     | Samantha Stosur     | Gisela Dulko Maria Kirilenko                       | 6-2, 6-7, 6-1     | details |
| 47.              | 2005-09-10 | US Open               | hardcourt     | Samantha Stosur     | Jelena Dementjeva Flavia Pennetta                  | 6-2, 5-7, 6-3     | details |
| 48.              | 2005-10-02 | WTA Luxemburg         | hardcourt (i) | Samantha Stosur     | Cara Black Rennae Stubbs                           | 7-5, 6-1          | details |
| 49.              | 2005-10-16 | WTA Moskou            | tapijt (i)    | Samantha Stosur     | Cara Black Rennae Stubbs                           | 6-2, 6-4          | details |
| 50.              | 2005-11-13 | WTA Championships     | hardcourt (i) | Samantha Stosur     | Cara Black Rennae Stubbs                           | 6-7, 7-5, 6-4     | details |
| 51.              | 2006-02-05 | WTA Tokio             | tapijt (i)    | Samantha Stosur     | Cara Black Rennae Stubbs                           | 6-2, 6-1          | details |
| 52.              | 2006-02-25 | WTA Memphis           | hardcourt (i) | Samantha Stosur     | Viktoryja Azarenka Caroline Wozniacki              | 7-6, 6-3          | details |
| 53.              | 2006-03-18 | WTA Indian Wells      | hardcourt     | Samantha Stosur     | Virginia Ruano Pascual Meghann Shaughnessy         | 6-2, 7-5          | details |
| 54.              | 2006-04-01 | WTA Miami             | hardcourt     | Samantha Stosur     | Liezel Huber Martina Navrátilová                   | 6-4, 7-5          | details |
| 55.              | 2006-04-16 | WTA Charleston        | gravel        | Samantha Stosur     | Virginia Ruano Pascual Meghann Shaughnessy         | 3-6, 6-1, 6-1     | details |
| 56.              | 2006-06-10 | Roland Garros         | gravel        | Samantha Stosur     | Daniela Hantuchová Ai Sugiyama                     | 6-3, 6-2          | details |
| 57.              | 2006-10-08 | WTA Stuttgart         | hardcourt (i) | Samantha Stosur     | Cara Black Rennae Stubbs                           | 6-3, 6-4          | details |
| 58.              | 2006-10-29 | WTA Linz              | hardcourt (i) | Samantha Stosur     | Corina Morariu Katarina Srebotnik                  | 6-3, 6-0          | details |
| 59.              | 2006-11-05 | WTA Hasselt           | hardcourt (i) | Samantha Stosur     | Eléni Daniilídou Jasmin Wöhr                       | 6-2, 6-3          | details |
| 60.              | 2006-11-12 | WTA Championships     | hardcourt (i) | Samantha Stosur     | Cara Black Rennae Stubbs                           | 3-6, 6-3, 6-3     | details |
| 61.              | 2007-02-04 | WTA Tokio             | tapijt (i)    | Samantha Stosur     | Vania King Rennae Stubbs                           | 7-6, 3-6, 7-5     | details |
| 62.              | 2007-03-17 | WTA Indian Wells      | hardcourt     | Samantha Stosur     | Chan Yung-jan Chuang Chia-jung                     | 6-3, 7-5          | details |
| 63.              | 2007-04-01 | WTA Miami             | hardcourt     | Samantha Stosur     | Cara Black Liezel Huber                            | 6-4, 3-6, [10-2]  | details |
| 64.              | 2007-05-13 | WTA Berlijn           | gravel        | Samantha Stosur     | Tathiana Garbin Roberta Vinci                      | 6-3, 6-4          | details |
| 65.              | 2007-06-23 | WTA Eastbourne        | gras          | Samantha Stosur     | Květa Peschke Rennae Stubbs                        | 6-7, 6-4, 6-3     | details |
| 66.              | 2008-03-01 | WTA Memphis           | hardcourt     | Lindsay Davenport   | Angela Haynes Mashona Washington                   | 6-3, 6-1          | details |
| 67.              | 2008-08-23 | WTA New Haven         | hardcourt     | Květa Peschke       | Sorana Cîrstea Monica Niculescu                    | 4-6, 7-5, [10-7]  | details |
| 68.              | 2009-10-18 | WTA Japan (Osaka)     | hardcourt     | Chuang Chia-jung    | Chanelle Scheepers Abigail Spears                  | 6-2, 6-4          | details |
| 69.              | 2010-06-13 | WTA Birmingham        | gras          | Cara Black          | Liezel Huber Bethanie Mattek-Sands                 | 6-3, 3-2, opg.    | details |
| 70.              | 2010-06-19 | WTA Eastbourne        | gras          | Rennae Stubbs       | Květa Peschke Katarina Srebotnik                   | 6-2, 2-6, [13-11] | details |
| 71.              | 2011-08-14 | WTA Toronto           | hardcourt     | Liezel Huber        | Viktoryja Azarenka Maria Kirilenko                 | walk-over         | details |
| 72.              | 2011-09-11 | US Open               | hardcourt     | Liezel Huber        | Vania King Jaroslava Sjvedova                      | 4-6, 7-6, 7-6     | details |
| 73.              | 2011-10-01 | WTA Tokio             | hardcourt     | Liezel Huber        | Gisela Dulko Flavia Pennetta                       | 7-6, 0-6, [10-6]  | details |
| 74.              | 2011-10-30 | WTA Championships     | hardcourt (i) | Liezel Huber        | Květa Peschke Katarina Srebotnik                   | 6-4, 6-4          | details |
| 75.              | 2012-02-12 | WTA Parijs            | tapijt (i)    | Liezel Huber        | Anna-Lena Grönefeld Petra Martić                   | 7-6, 6-1          | details |
| 76.              | 2012-02-19 | WTA Doha              | hardcourt     | Liezel Huber        | Raquel Kops-Jones Abigail Spears                   | 6-3, 6-1          | details |
| 77.              | 2012-02-25 | WTA Dubai             | hardcourt     | Liezel Huber        | Sania Mirza Jelena Vesnina                         | 6-2, 6-1          | details |
| 78.              | 2012-03-17 | WTA Indian Wells      | hardcourt     | Liezel Huber        | Sania Mirza Jelena Vesnina                         | 6-2, 6-3          | details |
| 79.              | 2012-08-24 | WTA New Haven         | hardcourt     | Liezel Huber        | Andrea Hlaváčková Lucie Hradecká                   | 4-6, 6-0, [10-4]  | details |
| verloren finales |            |                       |               |                     |                                                    |                   |         |
| 01.              | 1994-06-05 | Roland Garros         | gravel        | Lindsay Davenport   | Gigi Fernández Natallja Zverava                    | 2-6, 2-6          | details |
| 02.              | 1994-08-14 | WTA Los Angeles       | hardcourt     | Jana Novotná        | Julie Halard-Decugis Nathalie Tauziat              | 1-6, 6-0, 1-6     | details |
| 03.              | 1995-11-05 | WTA Québec            | tapijt (i)    | Rennae Stubbs       | Nicole Arendt Manon Bollegraf                      | 6-7, 6-4, 2-6     | details |
| 04.              | 1997-01-26 | Australian Open       | hardcourt     | Lindsay Davenport   | Martina Hingis Natallja Zverava                    | 2-6, 2-6          | details |
| 05.              | 1997-03-15 | WTA Indian Wells      | hardcourt     | Nathalie Tauziat    | Lindsay Davenport Natallja Zverava                 | 3-6, 2-6          | details |
| 06.              | 1997-06-08 | Roland Garros         | gravel        | Mary Joe Fernandez  | Gigi Fernández Natallja Zverava                    | 2-6, 3-6          | details |
| 07.              | 1998-04-05 | WTA Hilton Head       | gravel        | Rennae Stubbs       | Conchita Martínez Patricia Tarabini                | 6-3, 4-6, 4-6     | details |
| 08.              | 1998-06-14 | WTA Birmingham        | gras          | Rennae Stubbs       | Els Callens Julie Halard-Decugis                   | 6-2, 4-6, 4-6     | details |
| 09.              | 1998-10-25 | WTA Moskou            | tapijt (i)    | Rennae Stubbs       | Mary Pierce Natallja Zverava                       | 3-6, 4-6          | details |
| 10.              | 1999-04-11 | WTA Amelia Island     | gravel        | Rennae Stubbs       | Conchita Martínez Patricia Tarabini                | 5-7, 6-0, 4-6     | details |
| 11.              | 1999-08-15 | WTA Los Angeles       | hardcourt     | Rennae Stubbs       | Arantxa Sánchez Larisa Neiland                     | 2-6, 7-6, 0-6     | details |
| 12.              | 2000-06-24 | WTA Eastbourne        | gras          | Rennae Stubbs       | Ai Sugiyama Nathalie Tauziat                       | 6-2, 3-6, 6-7     | details |
| 13.              | 2000-11-12 | WTA Philadelphia      | tapijt (i)    | Rennae Stubbs       | Martina Hingis Anna Koernikova                     | 2-6, 5-7          | details |
| 14.              | 2001-01-13 | WTA Sydney            | hardcourt     | Rennae Stubbs       | Anna Koernikova Barbara Schett                     | 2-6, 5-7          | details |
| 15.              | 2001-04-01 | WTA Miami             | hardcourt     | Rennae Stubbs       | Arantxa Sánchez Nathalie Tauziat                   | 0-6, 4-6          | details |
| 16.              | 2001-05-26 | WTA Madrid            | gravel        | Rennae Stubbs       | Virginia Ruano Pascual Paola Suárez                | 7-5, 2-6, 7-6     | details |
| 17.              | 2002-06-09 | Roland Garros         | gravel        | Rennae Stubbs       | Virginia Ruano Pascual Paola Suárez                | 4-6, 2-6          | details |
| 18.              | 2003-02-02 | WTA Tokio             | tapijt (i)    | Lindsay Davenport   | Jelena Bovina Rennae Stubbs                        | 3-6, 4-6          | details |
| 19.              | 2003-03-02 | WTA Scottsdale        | hardcourt     | Lindsay Davenport   | Kim Clijsters Ai Sugiyama                          | 1-6, 4-6          | details |
| 20.              | 2003-08-03 | WTA San Diego         | hardcourt     | Lindsay Davenport   | Kim Clijsters Ai Sugiyama                          | 4-6, 5-7          | details |
| 21.              | 2004-04-18 | WTA Charleston        | gravel        | Martina Navrátilová | Virginia Ruano Pascual Paola Suárez                | 4-6, 1-6          | details |
| 22.              | 2004-08-28 | WTA New Haven         | hardcourt     | Martina Navrátilová | Nadja Petrova Meghann Shaughnessy                  | 1-6, 6-1, 6-7     | details |
| 23.              | 2005-04-02 | WTA Miami             | hardcourt     | Rennae Stubbs       | Svetlana Koeznetsova Alicia Molik                  | 5-7, 7-6, 2-6     | details |
| 24.              | 2005-11-06 | WTA Philadelphia      | hardcourt (i) | Samantha Stosur     | Cara Black Rennae Stubbs                           | 4-6, 6-7          | details |
| 25.              | 2006-01-28 | Australian Open       | hardcourt     | Samantha Stosur     | Yan Zi Zheng Jie                                   | 6-2, 6-7, 3-6     | details |
| 26.              | 2006-08-26 | WTA New Haven         | hardcourt     | Samantha Stosur     | Yan Zi Zheng Jie                                   | 4-6, 2-6          | details |
| 27.              | 2007-10-21 | WTA Zürich            | hardcourt (i) | Samantha Stosur     | Květa Peschke Rennae Stubbs                        | 5-7, 6-7          | details |
| 28.              | 2008-07-05 | Wimbledon             | gras          | Samantha Stosur     | Serena Williams Venus Williams                     | 2-6, 2-6          | details |
| 29.              | 2008-09-07 | US Open               | hardcourt     | Samantha Stosur     | Cara Black Liezel Huber                            | 3-6, 6-7          | details |
| 30.              | 2008-09-21 | WTA Tokio             | hardcourt     | Samantha Stosur     | Vania King Nadja Petrova                           | 1-6, 4-6          | details |
| 31.              | 2009-02-15 | WTA Parijs            | tapijt (i)    | Květa Peschke       | Cara Black Liezel Huber                            | 4-6, 6-3, [4-10]  | details |
| 32.              | 2009-04-05 | WTA Miami             | hardcourt     | Květa Peschke       | Svetlana Koeznetsova Amélie Mauresmo               | 6-4, 3-6, [3-10]  | details |
| 33.              | 2009-04-12 | WTA Ponte Vedra Beach | gravel        | Květa Peschke       | Chuang Chia-jung Sania Mirza                       | 3-6, 6-4, [7-10]  | details |
| 34.              | 2009-05-16 | WTA Madrid            | gravel        | Květa Peschke       | Cara Black Liezel Huber                            | 6-4, 3-6, [6-10]  | details |
| 35.              | 2010-08-08 | WTA San Diego         | hardcourt     | Rennae Stubbs       | Maria Kirilenko Zheng Jie                          | 4-6, 4-6          | details |
| 36.              | 2010-08-15 | WTA Cincinnati        | hardcourt     | Rennae Stubbs       | Viktoryja Azarenka Maria Kirilenko                 | 6-7, 6-7          | details |
| 37.              | 2011-06-18 | WTA Eastbourne        | gras          | Liezel Huber        | Květa Peschke Katarina Srebotnik                   | 3-6, 0-6          | details |
| 38.              | 2011-07-31 | WTA Stanford          | hardcourt     | Liezel Huber        | Viktoryja Azarenka Maria Kirilenko                 | 1-6, 3-6          | details |
| 39.              | 2012-01-13 | WTA Sydney            | hardcourt     | Liezel Huber        | Květa Peschke Katarina Srebotnik                   | 1-6, 6-4, [11-13] | details |
| 40.              | 2012-06-17 | WTA Birmingham        | gras          | Liezel Huber        | Tímea Babos Hsieh Su-wei                           | 5-7, 7-6, [8-10]  | details |
| 41.              | 2012-06-23 | WTA Eastbourne        | gras          | Liezel Huber        | Nuria Llagostera Vives María José Martínez Sánchez | 4-6, opg.         | details |
| 42.              | 2013-03-31 | WTA Miami             | hardcourt     | Laura Robson        | Nadja Petrova Katarina Srebotnik                   | 1-6, 6-7          | details |
| 43.              | 2014-01-11 | WTA Hobart            | hardcourt     | Zhang Shuai         | Monica Niculescu Klára Zakopalová                  | 2-6, 7-6, [8-10]  | details |

### Gewonnen ITF-toernooien dubbelspel
| nr. | finaledatum | toernooi     | dotatie | partner    | tegenstandsters in finale        | score    |
| --- | ----------- | ------------ | ------- | ---------- | -------------------------------- | -------- |
| 1.  | 1990-06-10  | Key Biscayne | $10.000 | Ronni Reis | Kathy Foxworth Vincenza Procacci | 6-4, 7-5 |

## Samenvatting dubbelspel

### Vrouwendubbelspeltitels (WTA=79)
- 33 titels samen met Rennae Stubbs
- 20 titels samen met Samantha Stosur
- 9 titels samen met Lindsay Davenport
- 9 titels samen met Liezel Huber
- 2 titels samen met Martina Navrátilová
- 2 titels samen met Cara Black
- 1 titel samen met Alicia Molik
- 1 titel samen met Chanda Rubin
- 1 titel samen met Chuang Chia-jung
- 1 titel samen met Květa Peschke

waarvan de volgende major titels
Grandslamtitels en WTA-kampioenschap met Rennae Stubbs
- 2000 Australian Open
- 2001 Wimbledon
- 2001 US Open
- 2001 WTA Tour Championships

Grandslamtitels en WTA-kampioenschappen met Samantha Stosur
- 2005 US Open
- 2005 WTA Tour Championships
- 2006 Roland Garros
- 2006 WTA Tour Championships

Grandslamtitel en WTA-kampioenschap met Liezel Huber
- 2011 US Open
- 2011 WTA Tour Championships

### Vrouwendubbelspeltitel (ITF=1)
- 1 titel samen met Ronni Reis

### Gemengddubbelspeltitels (GS=6)
- 1996 US Open met Patrick Galbraith
- 1999 Wimbledon met Leander Paes
- 2002 US Open met Mike Bryan
- 2003 Roland Garros met Mike Bryan
- 2006 Hopman Cup met Taylor Dent
- 2012 Wimbledon met Mike Bryan

## Resultaten grandslamtoernooien
| Legenda | Legenda                          |
| ------- | -------------------------------- |
| g.t.    | geen toernooi gehouden           |
| l.c.    | lagere categorie                 |
| –       | niet deelgenomen                 |
| G       | uitgeschakeld in de groepsfase   |
| 1R      | uitgeschakeld in de eerste ronde |
| 2R      | uitgeschakeld in de tweede ronde |
| 3R      | uitgeschakeld in de derde ronde  |
| 4R      | uitgeschakeld in de vierde ronde |
| KF      | uitgeschakeld in de kwartfinale  |
| HF      | uitgeschakeld in de halve finale |
| F       | de finale verloren               |
| W       | het toernooi gewonnen            |
| w-v     | winst/verlies-balans             |

### Enkelspel
| Toernooi        | 1989 | 1990 | 1991 | 1992 | 1993 | 1994 | 1995 | 1996 | 1997 | 1998 | 1999 | 2000 | 2001 | 2002 | 2003 | 2004 | 2005 | 2006 |
| --------------- | ---- | ---- | ---- | ---- | ---- | ---- | ---- | ---- | ---- | ---- | ---- | ---- | ---- | ---- | ---- | ---- | ---- | ---- |
| Australian Open | –    | –    | –    | –    | –    | 2R   | 3R   | 1R   | 2R   | 3R   | 1R   | 2R   | 1R   | 3R   | 2R   | KF   | 3R   | 1R   |
| Roland Garros   | –    | –    | –    | –    | –    | 1R   | –    | 1R   | 4R   | 1R   | 1R   | 2R   | 1R   | 1R   | 2R   | 2R   | 1R   | 1R   |
| Wimbledon       | –    | –    | –    | –    | 4R   | 1R   | 4R   | 2R   | 2R   | 1R   | 4R   | KF   | 3R   | 4R   | 3R   | 2R   | 1R   | 2R   |
| US Open         | 1R   | 1R   | –    | 2R   | 2R   | 3R   | 2R   | 4R   | 2R   | 3R   | 2R   | 3R   | 3R   | 3R   | 2R   | 3R   | 2R   | 1R   |

### Vrouwendubbelspel
| Toernooi        | 1990 |    | 1993 | 1994 | 1995 | 1996 | 1997 | 1998 | 1999 | 2000 | 2001 | 2002 | 2003 | 2004 | 2005 | 2006 | 2007 | 2008 | 2009 | 2010 | 2011 | 2012 | 2013 | 2014 | 2015 |
| --------------- | ---- | -- | ---- | ---- | ---- | ---- | ---- | ---- | ---- | ---- | ---- | ---- | ---- | ---- | ---- | ---- | ---- | ---- | ---- | ---- | ---- | ---- | ---- | ---- | ---- |
| Australian Open | –    | –  | 3R   | HF   | KF   | F    | HF   | HF   | W    | 1R   | HF   | HF   | 2R   | 2R   | F    | HF   | 1R   | 3R   | HF   | 3R   | KF   | 2R   | 3R   | 2R   |      |
| Roland Garros   | –    | –  | F    | –    | 3R   | F    | 1R   | 1R   | 3R   | HF   | F    | 3R   | HF   | KF   | W    | HF   | 3R   | 3R   | 3R   | HF   | 1R   | –    | 3R   | –    |      |
| Wimbledon       | –    | –  | 3R   | 1R   | 3R   | KF   | HF   | 3R   | HF   | W    | KF   | HF   | HF   | 1R   | 3R   | HF   | F    | 1R   | KF   | KF   | HF   | 2R   | 1R   | KF   |      |
| US Open         | 2R   | 2R | KF   | 3R   | 2R   | 3R   | HF   | 3R   | KF   | W    | 3R   | 2R   | KF   | W    | HF   | 3R   | F    | 1R   | KF   | W    | 3R   | 3R   | 3R   | 1R   |      |

### Gemengd dubbelspel
| Toernooi        | 1990 |    | 1994 | 1995 | 1996 | 1997 | 1998 | 1999 | 2000 | 2001 | 2002 | 2003 | 2004 | 2005 | 2006 | 2007 | 2008 | 2009 | 2010 | 2011 | 2012 | 2013 | 2014 | 2015 |
| --------------- | ---- | -- | ---- | ---- | ---- | ---- | ---- | ---- | ---- | ---- | ---- | ---- | ---- | ---- | ---- | ---- | ---- | ---- | ---- | ---- | ---- | ---- | ---- | ---- |
| Australian Open | –    | –  | KF   | HF   | KF   | KF   | 1R   | 1R   | 2R   | 2R   | 2R   | KF   | –    | 2R   | KF   | 2R   | 1R   | HF   | 1R   | KF   | –    | 2R   | 1R   |      |
| Roland Garros   | –    | 3R | –    | 2R   | F    | 3R   | KF   | 3R   | KF   | 2R   | W    | 1R   | KF   | 1R   | KF   | 1R   | 2R   | 1R   | 1R   | 1R   | KF   | –    | –    |      |
| Wimbledon       | –    | 3R | 1R   | 1R   | 2R   | 1R   | W    | 3R   | 3R   | KF   | KF   | 2R   | HF   | 3R   | 2R   | 3R   | 3R   | F    | 2R   | W    | F    | –    | 1R   |      |
| US Open         | 1R   | 1R | 1R   | W    | HF   | F    | 2R   | 1R   | F    | W    | KF   | 2R   | 2R   | 1R   | 1R   | 2R   | KF   | KF   | 2R   | 1R   | 2R   | 1R   | 2R   |      |